# فضل القوريني
فضل علي محمد الحاسي عالم آثار وباحث ومؤرخ ليبي المعروف بالقوريني، ولد في مدينة الفايدية سنة 1948، عُرف بالقوريني نسبة إلى مدينته شحات التي كانت تعرف في العصور القديمة بمدينة قورينا، خلال دراساته الجامعية تخصّص في الآثار الإغريقية، وانتقل إلى الدراسة في أثينا حيث حصل على درجاته العلمية. إضافة إلى الجانب الأثري، قدّم الباحث الليبي مساهمات حول دراسة اللغة الإغريقية القديمة، ووضع حولها أشهر إصداراته «اللغة الإغريفية والنقوش»، وكذلك تحقيقه لـ «رسائل سينيسيوس القوريني».
شغل فضل القوريني مناصب أكاديمية في البيضاء ودرنة، وكذلك مستشاراً فنياً للآثار في المنطقة الشرقية، وعمل في عدة مؤسسات بحثية في العالم مثل منظمة أيكوم للمتاحف في باريس وجمعية الدراسات الليبية في لندن، وهي مواقع جعلت منه في السنوات الأخيرة أحد المراجع التي تعود إليها منظمات دولية، ووسائل إعلام للتثبّت من أخبار نهب مواقع أثرية في ليبيا.

## دراسته
تحصل فضل القوريني على ليسانس اللغة الأنجليزية من الجامعة الليبية سنة 1972 , أوفد بعدها للدراسة العليا في جامعة أثينا باليونان لدارسة اللغات الكلاسيكية، وتحصل على شهادة دكتوارة من جامعة أثينا عام 1978 ميلادي، في مجال اللغة القورينائية وكان عنوان رسالة الدكتوراة (سنيسيوس القوريني ولهجة برقة في عصره).

## الوظائف الأكاديمية
- عضو في جمعية الدراسات الليبية في لندن.
- عضو في منظمة ايكوم للمتاحف في (باريس) التابعة لمنظمة اليونسكو.
- محاضر في قسم الآثار جامعة عمر المختار البيضاء.
- محاضر ورئيس قسم السياحة في جامعة درنة.
- رئيس المنظمة الليبية الأهلية للآثار والتراث.
- عضو اللجنة العليا للدار الوطنية للتراث والمخطوطات.

## الوظائف والمناصب
- تولى مهام مراقبة أثار شحات في الفترة من 1988 م - 1996 م
- الأمين المساعد للجنة الشعبية العامة للسياحة بالجبل الأخضــر (وكيل مساعد وزارة السياحة).
- عضو اللجنة الشعبية للهيئة العامة للسياحة والآثار.
- المستشار الفني للآثار بالمنطقة الشرقية في ليبيا.
- المستشار السياحي لشعبية الجبل الأخضر.
- مستشار شؤون الآثار والمدن القديمة باللجنة الشعبية العامة للثقافة.
- رئيس مجلس إدارة شركة الجبل الأخضر للتطوير والاستثمار السياحي.

## المشاركات الأكاديمية والنشاطات[2]
- المؤتمر الكلاسيكى العالمي جامعة اثينا 9.4. 1983.
- مؤتمر الأسكندر عند العرب (دلفي، اليونان) 5.1. 1985 م.
- افتتاح المعرض الدولى عن قورينا من العصر الأغريقى وحتى عمرو بن العاص جامعة (اوربينو إيطاليا) 7.5. 1988م.
- المؤتمر العالمي عن البيئة والحرائق تحت اشراف اليونسكو اثينا 4.8. 1987 م.
- مؤتمر حماية البيئة جامعة عمر المختار 4.3. 1989م.
- المؤتمر الأول لمدن حوض البحر الأبيض المتوسط التاريخية مارسيليا. فرنسا 10.19. 1989م.
- محاضره عن طرغونيه منذ العصر الأغريقى وحتى نهاية الدولة الفاطمية (جامعة روما.كلية لسبينسا) 5.13. 1991.
- محاضره عن العملات المبكرة الأسلاميه في الجبل الأخضر (الاكاديميه البريطانية. وجمعية الدراسات الليبية) في لندن 5.16. 1991 م.
- محاضره عن النقوش الأغر يقيه جنوب الجبل الأخضر جامعة السوربون فرنسا 5.25. 1991م.
- المؤتمر الأول للسياحة طرابلس 1990 م.
- المؤتمر العالمي افريقيا في العصر الرومانى. جامعة ساساري. سردينيا. إيطاليا 6.15. 1992م.
- المؤتمر الثاني لمدن حوض البحر الأبيض المتوسط التاريخية جامعة ارسطو (سالونيك، اليونان) 6.12. 1992م.
- مؤتمر قورينا الدولى. جامعة السوربون. جمعية الدراسات الكلاسيكية 10.1. 1992 م
- العلاقات الليبية الأغر يقيه. الرومانية. جامعة كمبردج. بريطانيا 3.28. 1993 م.
- مؤتمر المدن المغاربيه المتوسطية. جربه. تونس 6.3. 1993.
- مؤتمر أفريقيا في العصر الرومانى. قرطاج. تونس 12.18. 1994م.
- برقه في العصر القديم. جامعة ماشيراتا. إيطاليا 5.18. 1995 م.
- المؤتمر الثالث عشر للأثريين العرب. طرابلس 10.1. 1995 م.
- مؤتمر فينيسا. الإغريق في الغرب إيطاليا 3.18. 1996 م.
- مهرجان سيوه السياحى مصر 10.22. 1996م.
- مؤتمر أفريقيا في العصر الرومانى. اولمبيا. سردينيا. إيطاليا 12.12. 1996 م.
- مؤتمر قورينا في العصر القديم. جامعة روما 12.18. 1996 م.
- أربعين سنه من التعاون الليبى الأيطالى في مجال الآثار جامعة ماشيراتا إيطاليا 11.6. 1998م.
- التوقيع علي اتفاقية حماية الممتلكات الثقافية / لاهاي هولندا 13 – 3 – 99 الي 24 -3 – 99م
- ليبيا، ندوة عامة عن ليبيا وحضارتها في القاعة الدبلوماسية في فيينا، 21/10/2000م.
- مونديال باريس السياحي، 15/3/2001 م.
- مؤتمر الآثار البيزنطية، جامعة سالونيك، اليونان، المركز الأوربي، 26/5/2001م.
- المعرض المتجول للآثار الليبية مؤسسة، باريس، 11/9/2001م.
- الأسبوع السياحي، فيينا – النمسا، أكتوبر 2001م.
- المعرض المتجول عن الآثار الليبية، برلين، يونيو 2002 م.
- المعرض المتجول عن الآثار الليبية، لندن، أغسطس 2002م.
- المعرض المتجول عن الآثار الليبية، روما، سبتمبر 2002 م.
- مهرجان طبرقة السياحي، تونس، 1/8/2003 م.
- ندوة قورينا الفلسفية، قورينا 28 / 7 / 2005 م.
- ندوة المدن القديمة (طرابلس) 2006 م.
- ورشة العمل لندوة قورينا العلمية / البيضاء 24 / 6 / 2006 م.
- الملتقى الثقافي للتوأمة بين الجبل الأخضر والنمسا، فيينا 29/7 إلى 4/8/2009م.
- محاضرة عن كاليماخوس القوريني مكتبة الأسكندرية 2010م
- ندوة عن الآثار الليبية في جامعة نابولي إيطاليا 2/7/2011م.

قام الدكتور فضل القوريني بالكشف عن الطائرة الأمريكية (ليدي بي قود) الأمريكية المفقودة في الصحراء الليبية منذ سنة 1943 , وإحضارها إلى المتحف الحربي في مدينة طبرق.

## مؤلفاته
- شواهد قبور إسلامية من ليبيا
- المسكوكات الإسلامية بمنطقة الجبل الأخضر.
- فسيفساء قصر ليبيا
- أسلنطة المعبد الليبي الفريد 2015.
- المبروك الزول 2015 .
- قورينا أبيض وأسود 2016 .
- رسائل سينيسيوس القوريني 2016 .

في العام 2013 منح الرئيس اليوناني «كارلوس بابولياس» وسام العنقاء من المرتبة الرفيعة لدكتور الآثار الليبي فضل القوريني، تقديرا لأبحاثه ودراساته في مجال التاريخ والآثار واللغة الإغريقية القديمة، إضافة إلى العلاقات الليبية اليونانية.
والوسام يمنح لثلاث فئات؛ هي قادة الجيوش اليونانية، والمحاربين اليونانيين الذين قتلوا في المعارك، إضافة إلى علماء الآثار اليونانيين والأجانبونادرا ما يتحصل عليه الاجانب.

## الأثار الليبية المسروقة
في مدينة بازل السويسرية عام 2001 إنتحل الدكتور فضل القوريني شخصية تاجر آثار يوناني ليبدأ رحلة استرجاع قطع أثرية، كان للامر مفعول السحر لدخول سوق الاثار بالمدينة، ساعده في إتقان الدور، كونه أستاذ للغة الاغريقية بجامعة اثينا العام 1987، وحامل لوسام الجمهورية «العنقاء الذهبي» من الرئيس اليوناني لجهوده في مجال الاثار.
كان هدف القوريني في ذلك الوقت إسترجاع أربع قطع أثرية تعود ملكيتها للدولة الليبية، ولم يكن الامر بالهين، فتجار الآثار في السوق السويسري ينتابهم الشك والحذر تجاه الغرباء، فلا يتم عرض القطع المهربة إلا لمن يجتاز اختبار أشبه بإختبار إثبات الهوية .
وقال القوريني في حوار نشر بالعدد الاسبوعي للوسط «أختبروني في أحد المحلات التي يجيد صاحبها اللغة اليونانية، وطُلِب مني تحديد القطع التي أريد شرائها بوضع إصبعي عليها، وحين تمكنت من تحديدها، عرض التاجر أمامي المزيد من القطع»، وأضاف «بعد التأكد من وجود القطع في السوق السويسرية اتصلت بالسفارة الليبية للإبلاغ والاتفاق على كيفية إسترجاع القطع المسروقة، لكن للأسف لم أجد نيه حقيقة في المساعدة أو اتخاذ أي إجراء تجاه الأمر، فلم يكن أمامي إلا اللجوء لصديق شخصي وهو الدكتور السويسري «ماريو»، والشرطة الدولية التي أوقفت عملية البيع بعد تقديم المستندات والصور الدالة على ملكية القطع للدولة الليبية، ودفع التاجر السويسري غرامة مالية وقمت بشحن القطع لليبيا».
أثناء وقف عملية البيع بداخل المحل، غمرت القوريني الفرحة فلم يتمالك مشاعره ليجد نفسه يقبل رأس أحد التماثيل، يقول «تمالكت نفسي، كنت على وشك البكاء، قبلت التمثال، ولم أشعر بالراحة إلا بعد أن وطأت قدمي أرض الوطن مع القطع الأربعة وهي تمثال فينوس الذي تم نهبه من متحف توكره، ورأس من قورينا تعود لفترة الأركايك، وديونيسيوس ونديمه الساتير وكلبهما من بنغازي».

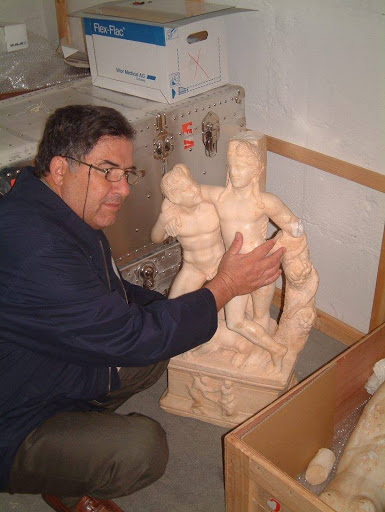
فضل القوريني مع أحد التماثيل المسروقة التي قام بإستراجعها

أقيم بعدها مؤتمر صحفي في مدينة بنغازي لعرض تفاصيل استعادة عالم الآثار الليبي، فضل القوريني، أربع قطع أثرية من سويسرا العام 2001، من ضمنها تمثال «دينيسيوس نديمه» الذي اختفى من ليبيا في نهاية الثمانينات، بعد تقديم المستندات والصور الدالة على ملكيتها للدولة.
وكتب القوريني عبر صفحته الشخصية بشبكة التواصل الاجتماعي «فيسبوك» عن إحدى القطع المستردة، وهي رأس امرأة من فترة الأركايك: «كانت بحوزتي وثائق تثبت ملكية الدولة الليبية للقطعة، وطُلِب مني تحديدها بوضع إصبعي على التمثال، أما باقي الوثائق التي تخص التماثيل الأخرى فلا زالت ضائعة، وليس هناك أي دعم من الدولة أو جدية في متابعة الأمر، فعندما استطعت استرجاع القطع العام 2001 قمت بالأمر بمجهود شخصي، ولم يدعمني إلا الدكتور السويسري ماريو».
وتضم القطع الأربع أيضًا تمثال «فينوس توكرة» سرقت من متحف توكرة، وعثر عليها القوريني في سوق لبيع الآثار في سويسرا، وتم تسليمها لمراقب الآثار بمدينة بنغازي إبراهيم الطواحني لتعود لمتحف توكرة.

## وفاته
غيب الموت، عالم الآثار الليبي، الدكتور فضل القوريني في مدينة شحات يو الجمعة 24 فبراير 2017، عن عمر ناهز 69 عامًا، بعد صراع مع مرض السرطان.